# Klasična ekonomija
Klasična ekonomija, klasična politična ekonomija ali Smithovska ekonomija je šola v politični ekonomiji, ki je bila v razcvetu zlasti v Veliki Britaniji v poznem 18. in zgodnjem 19. stoletju. Njeni glavni misleci so bili Adam Smith, Jean-Baptiste Say, David Ricardo, Thomas Robert Malthus, and John Stuart Mill. Ti ekonomisti so oblikovali teorijo tržnih gospodarstev kot večinoma samoregulirajočih se sistemov, ki jim vladajo naravni zakoni produkcije in izmenjave (slavno prikazano z metaforo nevidne roke Adama Smitha).
Bogastvo narodov Adama Smitha iz leta 1776 običajno velja za začetno delo klasične ekonomije. Osnovno sporočilo v Smithovi knjigi je, da bogastvo narodov ni določeno z zlatom v monarhovih blagajnah, ampak z narodnim dohodkom. Dohodek je po drugi strani odvisen od dela prebivalcev, ki je učinkovito organizirano z delitvijo dela in uporabo akumuliranega kapitala.
Na področju ekonomske politike so bili klasični ekonomisti pragmatični liberalci. Zagovarjali so svobodo trga, pa tudi določeno vlogo države pri zagotavljanju javnih dobrin. Smith je opozarjal pred nevarnostmi monopola in poudarjal pomen konkurence. Na področju mednarodne trgovine so klasični ekonomisti zagovarjali prosto trgovino, za razliko od predhodnih merkantilistov, ki so zagovarjali protekcionizem.
Oznaka Smitha, Ricarda in drugih zgodnjih ekonomistov za klasične izhaja iz kritike politične ekonomije Karla Marxa.
Klasični ekonomisti so proizvedli svojo "čudovito dinamiko" v času, ko je kapitalizem nastajal iz fevdalizma in je industrijska revolucija vodila v izjemne spremembe v družbi. Te spremembe so pripeljale do vprašanja, kako naj bo družba organizirana okrog sistema, v katerem si vsak posameznik prizadeva za svojo lastno (denarno) dobrobit. Klasična politična ekonomija se pogosto povezuje z idejo, naj bodo trgi svobodni in se regulirajo sami.
Klasični ekonomisti so za raziskovanje ekonomske dinamike razvili teorijo vrednosti (ali cene). V politični ekonomiji se vrednost običajno nanaša na menjalno vrednost, ki je ločena od cene. Petty, Smith in Ricardo so ločili med naravnimi cenami, ki zajemajo sistematične in vztrajne sile, ki delujejo v nekem trenutku, in tržnimi cenami, ki vedno težijo k naravnim cenam v procesu, ki ga je Smith primerjal z gravitacijsko privlačnostjo.